# Vérandas Willems–Crelan
Vérandas Willems–Crelan (UCI kód: VWT) byl belgický profesionální cyklistický tým založený v roce 2013. V zimě byl tým aktivní v cyklokrosu. Jezdec týmu Michael Goolaerts zemřel po srdečním záchvatu na závodu Paříž–Roubaix 2018 ve Francii. V srpnu 2018 bylo oznámeno, že se od sezóny 2019 tým sloučí s jiným týmem, a to Roompot–Nederlandse Loterij, pod novým názvem Roompot–Charles. Za tým v letech 2017–2018 jezdil i trojnásobný mistr světa v cyklokrosu Wout van Aert.

## Finální soupiska týmu
K 1. lednu 2018
- Sean De Bie (BEL) (* 3. října 1991)
- Dries De Bondt (BEL) (* 4. července 1991)
- Mathias De Witte (BEL) (* 29. března 1993)
- Stijn Devolder (BEL) (* 29. srpna 1979)
- Huub Duijn (NED) (* 1. září 1984)
- Stan Godrie (NED) (* 9. ledna 1993)
- Jappe Jaspers (BEL) (* 1. září 1998)
- Aidis Kruopis (LTU) (* 26. října 1986)
- Senne Leysen (BEL) (* 18. března 1996)
- Arjen Livyns (BEL) (* 1. září 1994)
- Tim Merlier (BEL) (* 1. září 1994)
- Stijn Steels (BEL) (* 21. srpna 1989)
- David Tanner (AUS) (* 30. září 1984)
- Wout van Aert (BEL)  (* 15. září 1994)
- Elias Van Breussegem (BEL) (* 10. dubna 1992)
- Zico Waeytens (BEL) (* 29. září 1991)

### Účast na monumentech
- Kolem Flander 2017
- Kolem Flander 2018
- Paříž–Roubaix 2018